# 1906년 중간 올림픽 펜싱 남자 단체 에페
1906년 중간 올림픽 펜싱 남자 단체 에페는 그리스 아테네에서 개최된 1906년 중간 올림픽 펜싱의 세부 종목이다. 1906년 4월 24일부터 26일까지 아테네 론 테니스 클럽, 아테네 중앙 체조 학교, 자피에온에서 진행되었다. 6개국에서 24명의 선수가 참가하였다.

## 경기장
| 도시   | 경기장                | 원어명                      | 로마자                           | 비고 |
| ------ | --------------------- | --------------------------- | -------------------------------- | ---- |
| 아테네 | 아테네 론 테니스 클럽 | Όμιλος Αντισφαίρισης Αθηνών | Athens Lawn Tennis Club          |      |
| 아테네 | 아테네 중앙 체조 학교 |                             | Athens Central Gymnastics School |      |
| 아테네 | 자피에온              | Ζάππειον μέγαρο             | Zappieon                         |      |

## 경기 결과
| 순위 | 국가     | 선수                                                                                            | 비고 |
| ---- | -------- | ----------------------------------------------------------------------------------------------- | ---- |
| 1    | 프랑스   | 시릴 모 조르주 댈롱 카바나 조르주 드 라 팔레 피아르 조르주 루이 드위주                          |      |
| 2    | 영국     | 에저 셀리먼 윌리엄 그렌펠 찰스 로빈슨 코스모 더프 고던                                          |      |
| 3    | 벨기에   | 에드몽 크라아 콩스탕 클로케 페르낭 드 몽티니 필리프 르 아르디                                   |      |
| 4    | 그리스   | 이오아니스 게오르기아디스 게오르기오스 발라카키스 게오르기오스 페트로풀로스 크리스토스 조르바스 |      |
| 5    | 네덜란드 | 빌렘 휘베르트 판 블레이엔브루프 아리 더 용 예트제 도르만 헨드릭 판 데르 그린텐                  |      |
| 5    | 독일     | 구스타프 카스미르 야코프 에르크라트 데 바리 에밀 쇤 오구스트 페트리                             |      |

## 메달리스트
| 금                                                                                          | 은                                                                        | 동                                                                                 |
| 프랑스 (FRA) · 시릴 모 · 조르주 댈롱 카바나 · 조르주 드 라 팔레 · 피아르 조르주 루이 드위주 | 영국 (GBR) · 에저 셀리먼 · 윌리엄 그렌펠 · 찰스 로빈슨 · 코스모 더프 고던 | 벨기에 (BEL) · 에드몽 크라아 · 콩스탕 클로케 · 페르낭 드 몽티니 · 필리프 르 아르디 |

## 참고 자료
- (영어) “Fencing at the 1906 Athina Summer Games: Men's Épée, Team”. sports-reference.com. 2012년 11월 14일에 원본 문서에서 보존된 문서. 2011년 5월 25일에 확인함.
- (영어) De Wael, Herman. “Herman's Full Olympians: "Fencing 1906".”. 2016년 3월 5일에 원본 문서에서 보존된 문서. 2018년 11월 28일에 확인함.